# Strgačina
Strgačina (en serbe cyrillique : Стргачина) est un village de Bosnie-Herzégovine. Il est situé dans la municipalité de Rudo et dans la république serbe de Bosnie. Selon les premiers résultats du recensement bosnien de 2013, il compte 50 habitants.

## Démographie

### Répartition de la population par nationalités (1991)
En 1991, le village comptait 59 habitants, répartis de la manière suivante :

### Communauté locale
En 1991, la communauté locale de Strgačina comptait 904 habitants, répartis de la manière suivante.